# Rapatea spectabilis
Rapatea spectabilis là một loài thực vật có hoa trong họ Rapateaceae. Loài này được Pilg. miêu tả khoa học đầu tiên năm 1905.